# Elezioni generali in Honduras del 2009
Le elezioni generali in Honduras del 2009 si tennero il 29 novembre per l'elezione del Presidente e il rinnovo del Congresso nazionale, contestualmente alle elezioni del Parlamento centro-americano.
Le consultazioni si svolsero dopo il colpo di stato col quale era stato esautorato il presidente in carica Manuel Zelaya, reo di aver indetto un referendum consultivo diretto ad abolire il divieto di immediata rieleggibilità del presidente uscente: da un lato, tale preclusione era prevista dalla Carta costituzionale mediante una disposizione normativa espressamente definita come non emendabile; dall'altro, la Costituzione stessa affidava il potere di revisione costituzionale esclusivamente al Parlamento.
Dopo la destituzione di Zelaya, disposta dalla Corte suprema, le funzioni di presidente erano state assunte ad interim dal presidente del Congresso nazionale Roberto Micheletti.

## Risultati

### Elezioni presidenziali
| Candidati                | Partiti                                     | Voti      | %     |
| ------------------------ | ------------------------------------------- | --------- | ----- |
| Porfirio Lobo Sosa       | Partito Nazionale dell'Honduras             | 1 213 695 | 56,56 |
| Elvin Santos             | Partito Liberale dell'Honduras              | 817 524   | 38,10 |
| Bernard Martínez Valerio | Partito di Innovazione e Unità              | 39 960    | 1,86  |
| Felicito Ávila           | Partito Democratico Cristiano dell'Honduras | 38 413    | 1,79  |
| César Ham                | Partito di Unificazione Democratica         | 36 420    | 1,70  |
| Totale                   | Totale                                      | 2 146 012 | 100   |

### Elezioni parlamentari
| Liste                                        | Voti       | %     | Seggi |
| -------------------------------------------- | ---------- | ----- | ----- |
| Partito Nazionale dell'Honduras              | 8 561 577  | 53,37 | 71    |
| Partito Liberale dell'Honduras               | 4 937 995  | 30,78 | 45    |
| Partito di Innovazione e Unità               | 1 031 218  | 6,43  | 3     |
| Partito Democratico Cristiano dell'Honduras  | 782 551    | 4,88  | 5     |
| Partito di Unificazione Democratica          | 723 744    | 4,51  | 4     |
| Movimiento Independiente Popular Progresista | 3 545      | 0,02  | –     |
| Totale                                       | 16 040 630 | 100   | 128   |